# 非官方卧底
非官方卧底（Non-official Cover），指伪装成普通人潜入其他国家活动的密谍报人员、没有外交身份掩护的情报人员，也就是间谍术语常说的illegal。由于没有外交身份的掩护，此类情报人员一旦被敌国反间谍机关抓获，很可能被送进监狱，甚至处死；不過还有别的可能性，如由本国政府用落网的外国间谍交换，或者通过外交协商，由本国在其它方面作出让步，或给对方以实惠，以换回被捕间谍，但这些就属外交工作范畴。驻外记者、贸易代表和留学生等都是情报人员常用的非官方掩护身份。